# Oszkár Csuvik
Oszkár Csuvik, född 28 mars 1925 i Budapest, död 13 oktober 2008 i Sydney, var en ungersk vattenpolospelare. Han representerade Ungern i OS vid olympiska sommarspelen 1948 i London. I OS-turneringen 1948 tog Ungern silver och Csuvik gjorde sju mål.